# Dennis Miller Live
Dennis Miller Live foi um programa de televisão estadunidense, produzido e transmitido pela HBO. É apresentado no estilo talk-show, pelo comediante Dennis Miller. O programa teve 215 episódios entre 1994 e 2002, e venceu cinco prêmios Emmy, o mais importante da TV americana. das 11 indicações que recebeu. Já foi seis vezes indicado ao Writers Guild of America Award por "Melhor Roteiro em um Programa de Variedades", e venceu três prêmios.

## Formato
O programa foi caracterizado principalmente por sua simplicidade. O modelo teve um pequeno conjunto, sem banda própria, e iluminação limitada. Ele consistia principalmente com Miller falando com a platéia que pouco se via em um palco escuro.
A abertura começou com Miller fazendo uma piada breve sobre um evento atual. A seqüência de crédito mostrou Miller, jogando sozinho em uma mesa de bilhar tocando a música "Everybody Wants to Rule the World" da banda Tears for Fears. Em épocas posteriores, a seqüência foi alterada para mostrar efeito dominó da quebra de grandes dimensões que caracterizam imagens de líderes políticos e sociais. O dominó final cai na frente de Miller, que se afasta enquanto um tiro aéreo mostra os dominós soletrando a palavra "VIVO". Na nona e última temporada, a abertura foi muito breve. Ela consistia apenas de um close-up de um monitor com o título da mostra sobre ele. Um novo tema original, como Miller imediatamente entrou no palco para começar o programa.
Então Miller iria realizar um monólogo de duas partes. A primeira parte sendo as piadas habituais sobre eventos atuais típicos de programas de fim de noite. Este então segue diretamente em uma diatribe de fluxo de consciência, que se tornou marca registrada de Miller. Esta segunda parte do monólogo sempre começou com o slogan "Agora eu não quero sair com um discurso aqui ..." e terminou com a frase "É claro que isso é apenas a minha opinião, eu poderia estar errado." Estes monólogos foram o destaque do programa. Uma série de livros que compilaram transcrições desses monólogos foram lançados durante a exibição do programa, começando com The Rants de 1996 e The Rant Zone de 2002.
Não haveria um convidado por programa ao vivo com quem Miller iria discutir o assunto do dia. Durante a primeira temporada, alguns convidados foram entrevistados via satélite. Durante o segmento do elenco, o programa também recebia chamadas telefônicas. A chamada em número foi originalmente dado como 1-800-LACTOSE. Alegadamente, Miller escolheu a palavra "lactose", porque era a única palavra que ele poderia fazer com sete dígitos para torná-lo um número vaidade. Mas a partir da temporada de 1997, ele parou de usar a palavra e simplesmente deu os números correspondentes.
No final da entrevista, Miller dizia ao convidado "ficamos por aqui, eu tenho que ir fazer a notícia", momento em que ele iria pisar perto de um monitor chamado "tela grande". Fotografias de jornais em preto-e-branco, e Miller fazia legendas humorísticas a respeito delas. No final deste segmento, Miller voltou a seus dias de SNL, dizendo: "Esta é a notícia, e eu estou fora daqui!".